# Exilisia rufescens
Exilisia rufescens là một loài bướm đêm thuộc phân họ Arctiinae, họ Erebidae.